# Canapé

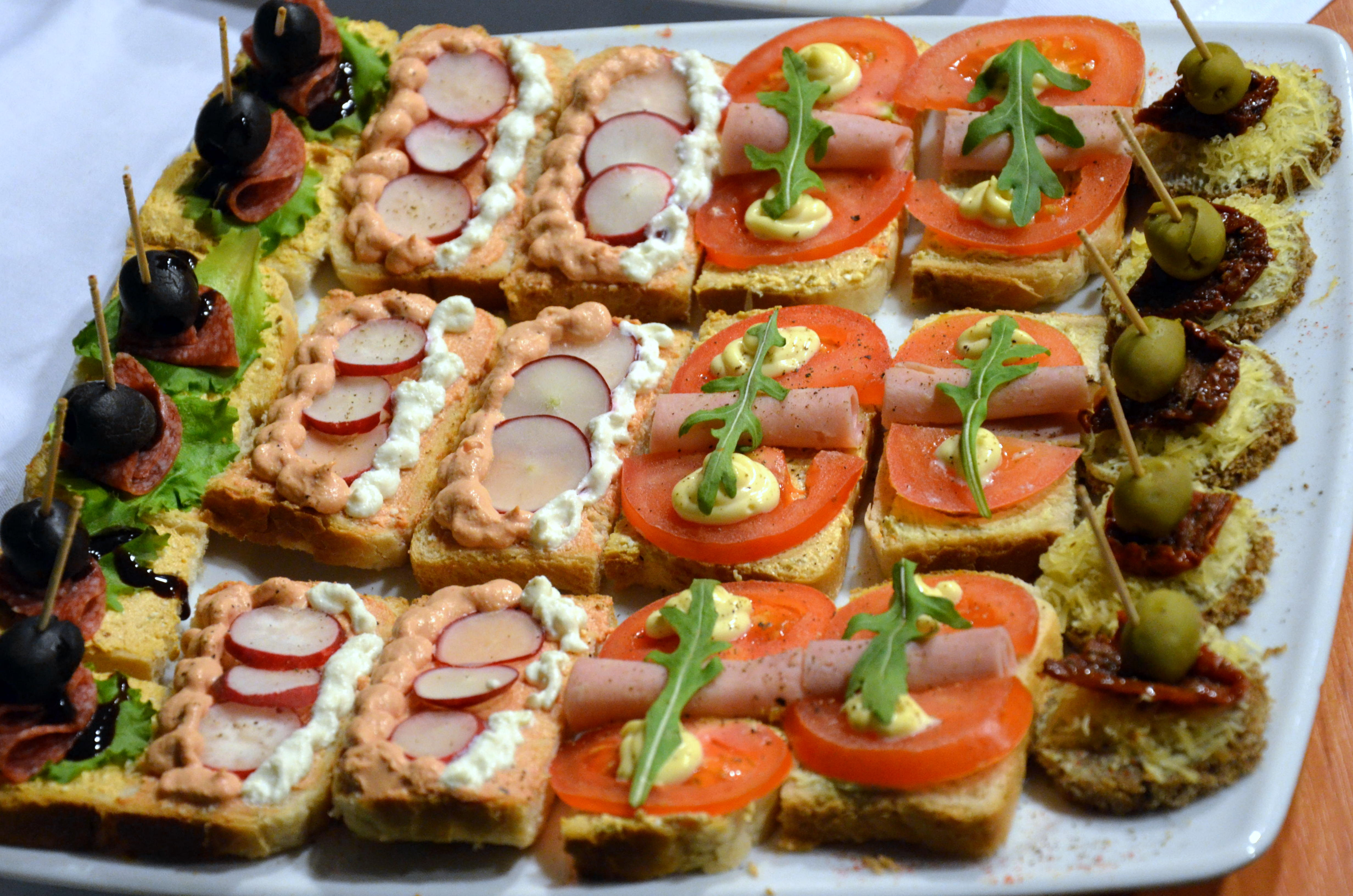
Verschiedene Canapés

Canapés oder Kanapees (im 18. Jahrhundert von französisch canapé „Sofa“ in der ursprünglichen Bedeutung entlehnt, siehe Kanapee; in der übertragenen als „üppig belegte Brotscheibe“ vermutlich um 1900 aus dem Englischen) sind in der gehobenen deutschen Küche mundgerecht geschnittene Vorspeisen oder Appetithäppchen, die aus der klassischen französischen Küche stammen und die so klein sind, dass sie leicht in einem oder zwei Bissen zu essen sind. Canapés werden daher ohne Besteck serviert (Fingerfood) und gehören zu den Speisen, die traditionell bei Empfängen und Cocktail-Partys gereicht werden.
Cocktailhappen und Sandwiches zählen nicht zu den Canapés.

## Herstellung
Canapés werden auf Spiegel-, Glas- oder Silberplatten sortenrein angerichtet:
- aus kleinen viereckigen oder rund ausgestochenen Scheiben von Brot oder von Mini-Baguette[4] (auch entrindetes Toastbrot, Pumpernickel oder Cracker[2])
- mit Butter oder Gewürzbutter (Zitrone und Salz – eventuell andere Variationen) dünn bestrichen[4]
- dünn belegt mit Fisch, Krusten-, Weich- und Schalentieren, gebratenem Fleisch (z. B. Roastbeef) oder gekochtem Fleisch (z. B. Vitello tonnato), Käse, Wurstwaren, Speck, Schinken, diversen Aufstrichen (Liptauer, Kräuteraufstriche). Der Belag wird exakt auf die Größe der Unterlage zugeschnitten.
- mit maximal 3–4 Garnituren (Kräuter, Gemüse, Obst, Wachteleier, Kaviar uvm.) garniert
- frisch gezupfte Blattsalate können auf den Aufstrich gelegt werden
- in besonderen Fällen werden die Canapés auch mit Aspik dünn überzogen.[4]

## Name
Aus dem „The Diner's Dictionary: Word Origins of Food & Drink“:

„Das Wort canapé bedeutet im Französischen wörtlich ‚Sofa‘ und kommt letztlich vom mittelalterlichen Lateinischen canopeum, das auch die Quelle für das englische  canopy /d. i. ‚Baldachin‘/ ist, und der Gedanke hinter seiner gastronomischen Verwendung ist, dass der Belag – Anchovien, Kaviar, geräucherter Lachs, Schinken, etc. – auf den Brotscheiben wie auf einem Sofa sitzen. Es ist eine relativ junge Entlehnung ins Englische und findet sich erstmals in Mrs. Beetons Kochbuch von 1890.“

## International

### Deutschland
In Deutschland sind sie auch unter der Bezeichnung Schnittchen oder Belegte Brote bekannt. Es handelt sich meist um belegte, in kleine Stücke geschnittene Brotscheiben. Traditionell werden sie mit in Scheiben geschnittenen Gewürzgurken, Silberzwiebeln und Petersilie garniert. Auch Radieschen werden gerne dazu gereicht. Belegte Brötchen bezeichnen hingegen belegte Schrippen/Rundstücke/Semmeln.

### Österreich
In Österreich werden Canapés als belegte Brötchen bzw. Cocktailbrötchen angeboten.

### Spanien
In Spanien sind in schlechten Zeiten die Bocadillos entstanden (halbiertes und belegtes Baguette-Brot, z. B. mit Queso, Jamon oder Tomate oder auch mehreren Belägen kombiniert). Aus diesen sind die Montaditos hervorgegangen (kleine Bocadillos). Meist werden sie mit 2 bis 4 Zutaten belegt, z. B. Chorizo, Ziegenkäse und Orangenmarmelade. Die Montaditos sind ähnlich den Pintxos: Hier stecken Spieße in einer kleinen Brotscheibe und halten die Zutaten zusammen.

### USA
Das Land, in dem die Canapés den größten Zuspruch fanden, waren die Vereinigten Staaten, wo sie gemeinsam mit den Cocktailpartys in den 1920er und 1930er Jahren populär wurden und wo daraufhin Dutzende Bücher mit Canapé-Rezepten auf dem Markt erschienen. Das erste, das sich ausschließlich mit Canapés befasste, war Rachel Bell Maidens The Canapé Book (New York 1934).

### Weitere Länder
- Argentinien: canapés

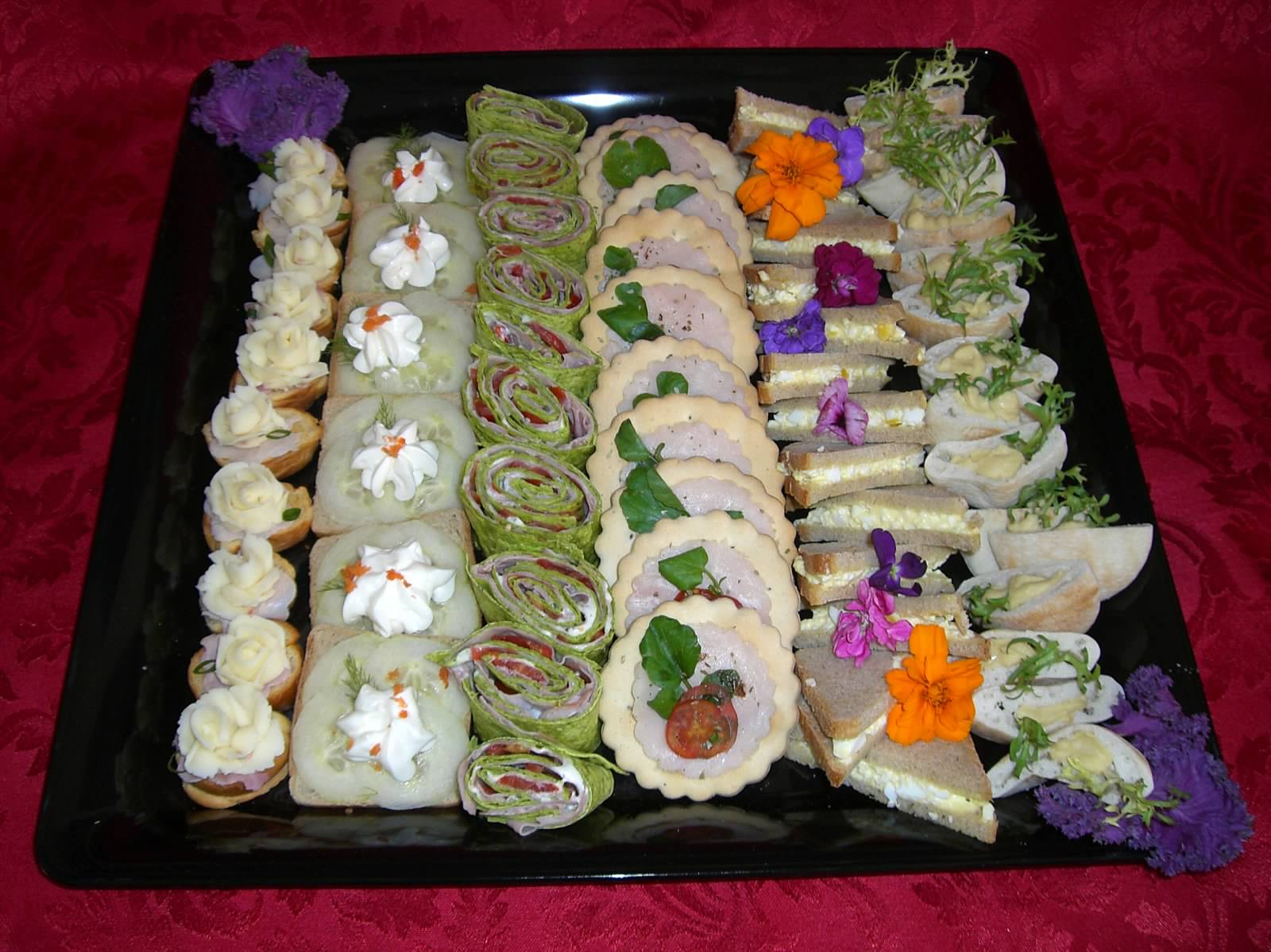
Tablett mit Canapés

- Dänemark: Smørrebrød, oft fantasievoll belegte Butterbrote
- im Vereinigten Königreich auch open sandwiches
- Schweiz: Hauptsächlich Canapé, aber auch Brötli, beleiti Brötli oder auch belegte Brötchen[8]
- Schweden: Kanapé
- Tschechien: Chlebíčky oder kanapky